# El Curruste
El Parque Arqueológico Curruste es un sitio arqueológico en la ciudad de San Pedro Sula en Honduras perteneciente a la cultura Pech, nombrado por el Instituto Hondureño de Antropología e Historia (IHAH). Se suma a los ya conocidos Parques Arqueológicos de Honduras como: El Puente, Copán Ruinas, Yarumela, Los Naranjos, Tenampua, entre otros. Se cree que El Curruste fue una importante ciudad que poseía varias áreas públicas y residenciales y hasta un mercado.

## Ubicación y contexto
El Currusté se ubica al suroeste de la ciudad de San Pedro Sula, en el departamento de Cortés, Honduras. En tiempos precolombinos, este sitio funcionó como un nodo intercultural de relevancia, debido a su posición estratégica en las rutas de comercio que conectaban el Caribe hondureño con el corazón de Mesoamérica.
La fertilidad de sus tierras favoreció el cultivo de granos básicos y frutas, lo que incrementó su importancia como asentamiento agrícola y punto de abastecimiento. Si bien se considera que el sitio perteneció originalmente al grupo étnico Pech, los vestigios arqueológicos y las influencias culturales presentes en su cerámica, arquitectura y distribución espacial evidencian una notable influencia mesoamericana, producto del intenso intercambio comercial y cultural sostenido con otras civilizaciones de la región.

## Historia
De acuerdo a varios estudios lingüísticos, el vocablo "Curruste" es una palabra de origen Pech que se refiere a una parte de la semilla de cacao, fruto abundante de esa zona de Honduras. No se sabe con exactitud la fecha en la que fue fundada, sin embargo algunos descubrimientos indican que su fundación se remontan  desde el clásico tras que una población nómada Pech decidiera establecerse ahí. El sitio refleja varias de las influencias que recibieron de otras culturas con el paso de los años debido a su posición como una zona donde pasaban Mayas, Tolupanes, y  Lencas. Los primeros vestigios arqueológicos del Curruste fueron descubiertos en 1977 por miembros de La Sociedad Hondureña de Investigaciones, fecha desde la cual el sitio fue denominado Currusté.
Se pueden observar sus templos y edificios cívicos que construyeron los pobladores que vivieron hace siglos en el sitio, erigidos sobre plataformas de tierra revestidos de piedra tallada, y estructuras piramidales que tenían usos religiosos. Lo curioso de este sitio es el increíble número de montículos que alguna vez fueron estructuras piramidales pero considerablemente más pequeños.

## Descubrimientos
Más allá de las diferentes vasijas que muestran un arte elaborado que refleja las influencias de otras culturas que llegaban a la ciudad gracias a la zona en donde fue edificada, también se han encontrado esculturas. En las plazas existen algunas estelas de piedra sin grabados. Es muy probable que las piedras hayan estado recubiertas de estuco para modelar figuras, pero que fueron dañadas por estar expuestas a la intemperie. También se puede apreciar el descubrimiento de un torso de mujer el cual fue llamado “Venus del Curreste”.